# Новосельцы (Яворовский район)
Новосельцы (укр. Новосільці) — село в Судововишнянской городской общине Яворовского района Львовской области Украины.
Население по переписи 2001 года составляло 364 человека. Занимает площадь 0,3 км². Почтовый индекс — 81341. Телефонный код — 3234.

## История
В 1946 году указом ПВС УССР хутор Поляки переименован в Новосельцы.